# Meang
Meang es una isla situada en el norte del atolón de Nui, en Tuvalu. Literalmente significa oeste. Otro nombre que recibe es el de Telikiai. Se encuentra densamente arbolado y deshabitado. Debido a que apenas sobresale del nivel del mar, está en peligro de desaparecer.